# Карабихское сельское поселение
Кара́бихское сельское поселение — муниципальное образование в Ярославском муниципальном районе Ярославской области. Административный центр — посёлок Карабиха.
Образовано в границах Карабихского (центр — посёлок Карабиха) и Телегинского (центр — посёлок Нагорный) сельских округов.

## География

План Карабихского сельского поселения. 2010 год

### Географическое положение
Карабихское сельское поселение является одним из 8 аналогичных административно-территориальных муниципальных образований (поселений) Ярославского муниципального района Ярославской области, центром соответствующей сельской системы расселения. Географическая площадь территории сельского поселения составляет 223 км² или 22 308 га.
Поселение расположено на юге Ярославского района. На севере оно граничит с городским округом — городом Ярославлем (с его Красноперекопским и Фрунзенским районами), на востоке — с Туношенским сельским поселением, на юге граница совпадает с границей между Ярославским и Гаврилов-Ямским муниципальными районами, на западе — граничит с Курбским и Ивняковским сельскими поселениями.
Расстояние от деревни Карабиха до центра Ярославской области и Ярославского района — города Ярославля составляет 8 км.

### Климат
Климат умеренно континентальный с умеренно тёплым и влажным летом и умеренно холодной зимой.
Среднегодовая многолетняя температура +3,2°С. Средняя многолетняя зимы (январь) −11,1 °С; лета (июль) +18,2 °С. Среднегодовая амплитуда температур довольно велика, с абсолютным максимумом +35 °С и абсолютным минимумом −46 °С. Пять месяцев в году (I, II, III, XI, XII) имеют средние температуры ниже 0°С.
Средняя норма ясных дней за год — 33, пасмурных — 103, облачных — 149. Неблагоприятные погодные явления: туманы (до 30 дней в году), метели (до 50 дней году).
Годовая сумма осадков 550 мм. Наибольшее количество осадков приходится на август — 70 мм, наименьшее — на февраль — 35 мм. Среднегодовая относительная влажность воздуха — 82%. Снежный покров ложится во второй декаде ноября и держится до середины апреля. Продолжительность снежного покрова — в пределах 150 дней. Наибольшая высота его на открытых участках до 45 см.
На территории преобладает юго-западный перенос воздушных масс. Среднегодовая скорость ветра 3-4 м/с. Наименьшая повторяемость — северо-восточные ветры.
Климат Карабихского сельского поселения не является оптимально благоприятным для ведения сельского хозяйства из-за сравнительно небольшого прохладно лета и короткого периода вегетации. Одновременно, климат благоприятен для развития рекреации.

### Рельеф
По характеру рельефа поселение представляет собой сочетание поверхностей низких и высоких террас озёрно-ледниковой равнины. Основными формами рельефа являются слабовыраженные впадины и возвышенности. Абсолютные отметки изменяются от 84 до 130 м. Наиболее крупная возвышенность проходит от границы Ярославля («Кресты») вдоль автомагистрали «Москва — Ярославль» до деревни Карабиха. Локальные возвышенности отмечаются в районе села Лучинское и деревни Подолино. В целом на территории уклоны поверхности редко превышают 10-15%, рельеф характеризуется средней степенью расчленённости (речная сеть, овраги).

### Гидрография
В целом территория, хотя и расположена в зоне избыточного увлажнения, пресными подземными водами обеспечена недостаточно. По гидрогеологическим условиям условно выделяются два водоносных комплекса, пригодных для эксплуатации в качестве источников для хозяйственно-питьевого водоснабжения. Во-первых, это верхний комплекс, подземные воды которого содержатся в маломощных, до 10 м слоях песчаных или трещиноватых известковых пород. Распространение его повсеместно на территории поселения. Другой — локально-водоносный нижнетриасовый комплекс с мощностью водовмещаемых отложений в пределах 10-70 м.
Гидрографическая сеть представлена рекой Которосль (приток Волги) и её притоками — малыми реками Талица и Шопша, а также притоком Волги малой рекой Великая и др. Река Которосль имеет ширину в 50-60 м, глубины её — 2-5 м, скорость течения — 0,1-0,2 м/с. Берега — обрывистые. Малые реки в жаркое лето сильно пересыхают и нередко перемерзают зимой. Ледостав устанавливается во второй половине ноября. К концу февраля — началу марта толщина льда достигает 30-60 см. Во время весеннего половодья подъём уровня воды в Которосли достигает отметок 94-95 м. Средняя продолжительность половодья составляет 1-1,5 месяца.

### Почвы
На территории поселения наблюдаются дерново-подзолистые почвы. По механическому составу преобладает лёгкий и средний суглинок, реже — супесчаные почвы. На заболоченных участках — торфяные грунты.

### Растительность
Карабихское сельское поселение расположено в лесной зоне и относится к северо-западному району хвойных и широколиственных лесов. Преобладающими на территории являются еловые и сосновые леса. Нередко встречаются елово-сосновые и елово-берёзовые леса, а на наиболее плоских переувлажнённых участках рельефа — осиновые. Нередки кустарничковые и травяные леса. Древостой преимущественно II, реже I или III классов бонитета. Общая площадь лесов на территории поселения составляет 7527 га, в том числе 4372 га — леса гослесфонда и 3155 га — иные леса в составе зон сельскохозяйственного назначения. Средняя лесистость поселения — 34,4% (гослесфонд — 20%).
Луговая растительность, помимо ценных сельхозугодий, богата лекарственными растениями.

### Охрана окружающей среды
Основным источником выбросов вредных веществ на территории поселения являются предприятия южного промышленного узла Ярославля.
Объектов специального назначения — скотомогильников и биозахоронений, а также полигонов твёрдых бытовых отходов на территории Карабихского сельского поселения нет.
На территории поселения находится одна региональная особо охраняемая природная территория — природно-исторический ландшафт «Долина р. Талицы», и 5 охраняемых природных объектов муниципального уровня общей площадью 156 га: лесопарк в Черелисино (13,7 га); берёзовая роща в Ананьино (2,1 га); парковый лес пансионата «Ярославль» (16 га); дубовая роща в Дубках (1 га); ключ в Красных Ткачах (Боровая; 4 га).

## История
Сельское поселение образовано законом Ярославской области от 21.12.2004 № 65-з в 2004 году в ходе муниципальной реформы в России. В его состав вошли Карабихский и Телегинский сельские округа, включающие 63 населённых пункта. Законом Ярославской области от 25.02.2009  № 7-з было упразднено образованное также в 2004 году городское поселение Красные Ткачи, составлявший его одноимённый рабочий посёлок вошёл в состав Карабихского сельского поселения.

## Земельный фонд
По площади зоны земель сельскохозяйственного назначения занимают в Карабихском сельском поселении значительные территории 12 529 га (56,1 %), из них зоны сельскохозяйственных угодий составляют 8441 га (37,8 %), зоны дачного строительства, коллективного садоводства и огородничества — 1011 га (4,5 %), зоны иных угодий (древесно-кустарниковая растительность, водоёмы и др.) — 3077 га (13,8 %).
Жилые зоны занимают территорию в 2351 га (10,5 %). Общественно-деловые зоны занимают площадь в 17 га (0,1 %), на них располагаются территории общеобразовательных школ в районе деревни Ноготино и села Лучинское и территория бывшего дорожного дома в районе посёлка Дубки. Производственные зоны включают в себя территории производственных коммунально-складских и сельскохозяйственных предприятий и занимают территорию площадью 1111 га (5 %). Зоны инженерной и транспортной инфраструктур занимают территорию площадью 985 га (4,4 %). Зоны специального назначения (кладбища и режимные объекты министерства обороны) занимают территорию площадью в 130 га (0,6 %). Зоны особо охраняемых территорий и объектов занимают территорию площадью в 323 га (1,5 %). Зоны лесного фонда занимают 4372 га (19,6 %). Зоны водного фонда занимают 177 га (0,8 %).

## Население
| 2007    | 2010    | 2011    | 2012    | 2013    | 2014    | 2015    |
| ------- | ------- | ------- | ------- | ------- | ------- | ------- |
| 9452    | ↗12 782 | ↗12 801 | ↗13 130 | ↗13 345 | ↗13 633 | ↗14 149 |
| 2016    | 2017    | 2018    | 2019    | 2020    | 2021    |         |
| ↗14 453 | ↘14 441 | ↗14 492 | ↘14 457 | ↗14 668 | ↗15 330 |         |

Численность населения Карабихского сельского поселения на 2010 год составляет 13 358 человек (зарегистрированных по месту жительства), в том числе сельское население — 9357 человек и население рабочего посёлка Красные Ткачи — 4001 человек.
Динамика численности населения (общее, городское — Красные Ткачи, сельское):
| 1993                    | 2007              | 2010             |
| ----------------------- | ----------------- | ---------------- |
| 13149: 4200+(9767-818*) | 13479: 4027+9452. | 13358: 4001+9357 |

* Исключено население в 818 человек — юридический перевод населения посёлка Новосёлки и деревни Новосёлки в городское население Ярославля.

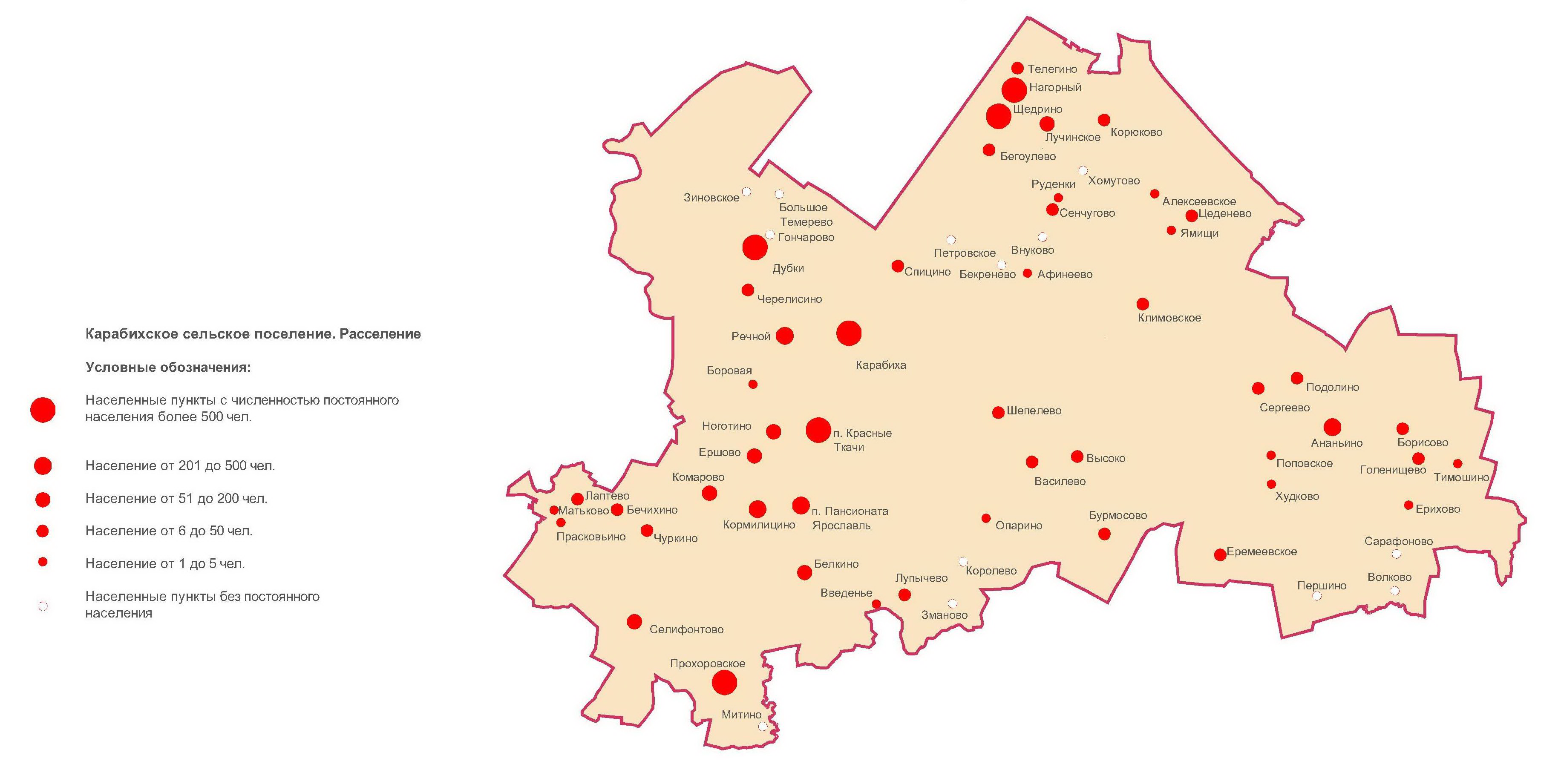
Схема расселения

Рост населения с 1993 по 2010 год составил 209 человек, или около 12 человек в год и происходил за счёт механического прироста населения, как в рабочем посёлке Красные Ткачи, так и в сельских населённых пунктах. На территории поселения, несмотря на относительную естественную убыль (превышение смертности населения над рождаемостью) отмечается тенденция к стабилизации и росту населения за счёт механического прироста, что связано с территориальной близостью Красных Ткачей и населённых пунктов Карабихского сельского поселения в целом к областному центру — городу Ярославлю.
Численность трудоспособного населения в Карабихском сельском поселении на 2010 год составляет около 7620 чел. (57 %), численность пенсионеров — около 3150 чел. (23,6 %), население младше трудоспособного возраста около 2590 чел. (19,4 %). От общего числа трудоспособного населения около 1850 чел. заняты в сфере производства и около 2970 чел. — в сфере обслуживания; около 2800 чел. или 36,7% от числа трудоспособного населения трудятся вне территории Карабихского сельского поселения (преимущественно в Ярославле) и связаны с системными миграциями с производственными целями.
Средняя продолжительность жизни населения составляет 64 года, в том числе мужчин — 56,4 года, женщин — 71,7 лет.
Рождаемость в рабочем посёлке Красные Ткачи составляет за последние годы около 47 чел./год на 1000 жителей, общая смертность — около 74 чел./год, естественный прирост, таким образом, составляет −27 чел./год (убыль). Рождаемость сельского населения в Карабихском сельском поселение составляет около 10 чел./год на 1000 жителей, общая смертность около 21 чел./год, естественный прирост составляет −11 чел./год (убыль). Общая рождаемость населения на территории Карабихского СП составляет около 57 чел./год на 1000 жителей, смертность — около 95 чел./год, естественный прирост составляет −38 чел./год (убыль).

## Населённые пункты
В состав сельского поселения входят 63 населённых пункта.
| №  | Населённый пункт       | Тип     | Население | Сельский округ             |
| -- | ---------------------- | ------- | --------- | -------------------------- |
| 1  | Алексеевское           | деревня | ↘9        | Телегинский сельский округ |
| 2  | Ананьино               | деревня | ↘477      | Телегинский сельский округ |
| 3  | Афинеево               | деревня | →1        | Карабихский сельский округ |
| 4  | Бегоулево              | деревня | ↗63       | Телегинский сельский округ |
| 5  | Бекренево              | деревня | →0        | Карабихский сельский округ |
| 6  | Белкино                | деревня | ↘75       | Карабихский сельский округ |
| 7  | Бечихино               | деревня | ↘4        | Карабихский сельский округ |
| 8  | Большое Темерево       | деревня | →0        | Карабихский сельский округ |
| 9  | Борисово               | деревня | ↘2        | Телегинский сельский округ |
| 10 | Боровая                | деревня | ↗22       | Карабихский сельский округ |
| 11 | Бурмосово              | деревня | ↘6        | Карабихский сельский округ |
| 12 | Василево               | деревня | ↘19       | Карабихский сельский округ |
| 13 | Введенье               | село    | ↗10       | Карабихский сельский округ |
| 14 | Внуково                | деревня | ↘0        | Телегинский сельский округ |
| 15 | Волково                | деревня | →0        | Телегинский сельский округ |
| 16 | Высоко                 | деревня | ↘20       | Карабихский сельский округ |
| 17 | Голенищево             | деревня | ↗10       | Телегинский сельский округ |
| 18 | Гончарово              | деревня | →0        | Карабихский сельский округ |
| 19 | Дубки                  | посёлок | ↘3379     | Карабихский сельский округ |
| 20 | Еремеевское            | село    | ↗33       | Телегинский сельский округ |
| 21 | Ерихово                | деревня | ↗4        | Телегинский сельский округ |
| 22 | Ершово                 | деревня | ↘62       | Карабихский сельский округ |
| 23 | Зиновское              | деревня | ↘0        | Карабихский сельский округ |
| 24 | Зманово                | деревня | ↗2        | Карабихский сельский округ |
| 25 | Карабиха               | деревня | ↗754      | Карабихский сельский округ |
| 26 | Климовское             | деревня | ↘59       | Телегинский сельский округ |
| 27 | Комарово               | деревня | ↘73       | Карабихский сельский округ |
| 28 | Кормилицино            | деревня | ↘512      | Карабихский сельский округ |
| 29 | Королево               | деревня | →0        | Карабихский сельский округ |
| 30 | Корюково               | деревня | ↘52       | Телегинский сельский округ |
| 31 | Красные Ткачи          | посёлок | ↘4213     | Карабихский сельский округ |
| 32 | Лаптево                | деревня | ↗8        | Карабихский сельский округ |
| 33 | Лупычево               | деревня | ↘41       | Карабихский сельский округ |
| 34 | Лучинское              | село    | ↗58       | Телегинский сельский округ |
| 35 | Матьково               | деревня | →1        | Карабихский сельский округ |
| 36 | Митино                 | деревня | →1        | Карабихский сельский округ |
| 37 | Нагорный               | посёлок | ↘584      | Телегинский сельский округ |
| 38 | Ноготино               | деревня | ↘76       | Карабихский сельский округ |
| 39 | Опарино                | деревня | ↗8        | Карабихский сельский округ |
| 40 | пансионата «Ярославль» | посёлок | ↘258      | Карабихский сельский округ |
| 41 | Першино                | деревня | ↘0        | Телегинский сельский округ |
| 42 | Петровское             | деревня | ↘8        | Карабихский сельский округ |
| 43 | Подолино               | деревня | ↘6        | Телегинский сельский округ |
| 44 | Поповское              | деревня | →0        | Телегинский сельский округ |
| 45 | Прасковьино            | деревня | ↗6        | Карабихский сельский округ |
| 46 | Прохоровское           | деревня | ↘492      | Карабихский сельский округ |
| 47 | Речной                 | посёлок | ↗370      | Карабихский сельский округ |
| 48 | Руденки                | деревня | ↘1        | Телегинский сельский округ |
| 49 | Сарафоново             | деревня | →0        | Телегинский сельский округ |
| 50 | Селифонтово            | деревня | ↗222      | Карабихский сельский округ |
| 51 | Сенчугово              | деревня | ↘4        | Телегинский сельский округ |
| 52 | Сергеево               | деревня | ↗42       | Телегинский сельский округ |
| 53 | Спицино                | деревня | ↘2        | Карабихский сельский округ |
| 54 | Телегино               | деревня | ↗52       | Телегинский сельский округ |
| 55 | Тимошино               | деревня | ↘1        | Телегинский сельский округ |
| 56 | Хомутово               | деревня | →0        | Телегинский сельский округ |
| 57 | Худково                | деревня | →2        | Телегинский сельский округ |
| 58 | Цеденево               | деревня | ↗8        | Телегинский сельский округ |
| 59 | Черелисино             | деревня | ↘33       | Карабихский сельский округ |
| 60 | Чуркино                | деревня | ↘6        | Карабихский сельский округ |
| 61 | Шепелево               | деревня | ↘18       | Карабихский сельский округ |
| 62 | Щедрино                | посёлок | ↘879      | Телегинский сельский округ |
| 63 | Ямищи                  | деревня | ↘4        | Телегинский сельский округ |

Средняя численность населения на территории Карабихского сельского поселения значительно выше, чем среднеобластная и чем среднерайонная. Среднее количество населённых пунктов на территории сельского поселения меньше, чем показатели области и района, но средняя численность их населения значительно выше областной и районной.
Исторически система расселения на территории Карабихского сельского поселения складывалась вдоль транспортных дорог из Ярославля на Москву и на Гаврилов-Ям — Иваново (через сёла Великое и Заячий Холм), а также вдоль русла реки Которосль.
В настоящее время на территории сельского поселения объективно отмечается группировка самой крупной расселенческой структуры на территории Ярославской области — сельской агломерации с центром в Карабихе: Красные Ткачи, Дубки, Карабиха, Речной, Черелисино, Боровая, Ноготино, Ершово, посёлок пансионата «Ярославль», Кормилицино, Комарово — с перспективным населением 11—11,5 тысяч жителей, а также две локальных сельских агломерации из населённых пунктов Нагорный, Щедрино, Лучинское, Телегино и Ананьино, Сергеево, Подолино.

## Производство
Из производственных предприятий (включая сельскохозяйственное производство), расположенных на территории Карабихского сельского поселения, имеются: объекты лёгкой промышленности: ОАО «Красные Ткачи» (выпускает махровые изделия, ткани); фермы крупного рогатого скота: Ананьино, Высоко, Корюково, Лупычево, Сергеево, Черелисино; птицефабрика: Дубки; свиноферма: район Бегоулево; тепличные хозяйства (выращивание овощей и цветов в закрытом грунте): Ананьино, Дубки, Новоселки; плодопитомник: Карабиха; объекты обслуживания агропромышленных предприятий: Кормилицино, Щедрино; объекты деревообработки: районы Бегоулево и Лучинское; объекты местной промышленности: район Бегоулево, Нагорный, Дубки, Телегино, Щедрино; объекты пищевой промышленности: ПО «Красные Ткачи»; асфальтобетонный завод: район Сергеево; объекты обслуживания магистральных инженерно-технических систем: ЯРНУ ООО «Балтийские магистральные нефтепроводы» в районе Щедрино — Бегоулево; телевизионная ретрансляционная станция в районе Дубки; распределительная электроподстанция «Ярославская» РП 220/110/35 кВ в Карабихе; ГРС «Ананьино» и ГРС «Ярославль — 2» (район Зиновское).

## Транспорт

### Автодороги

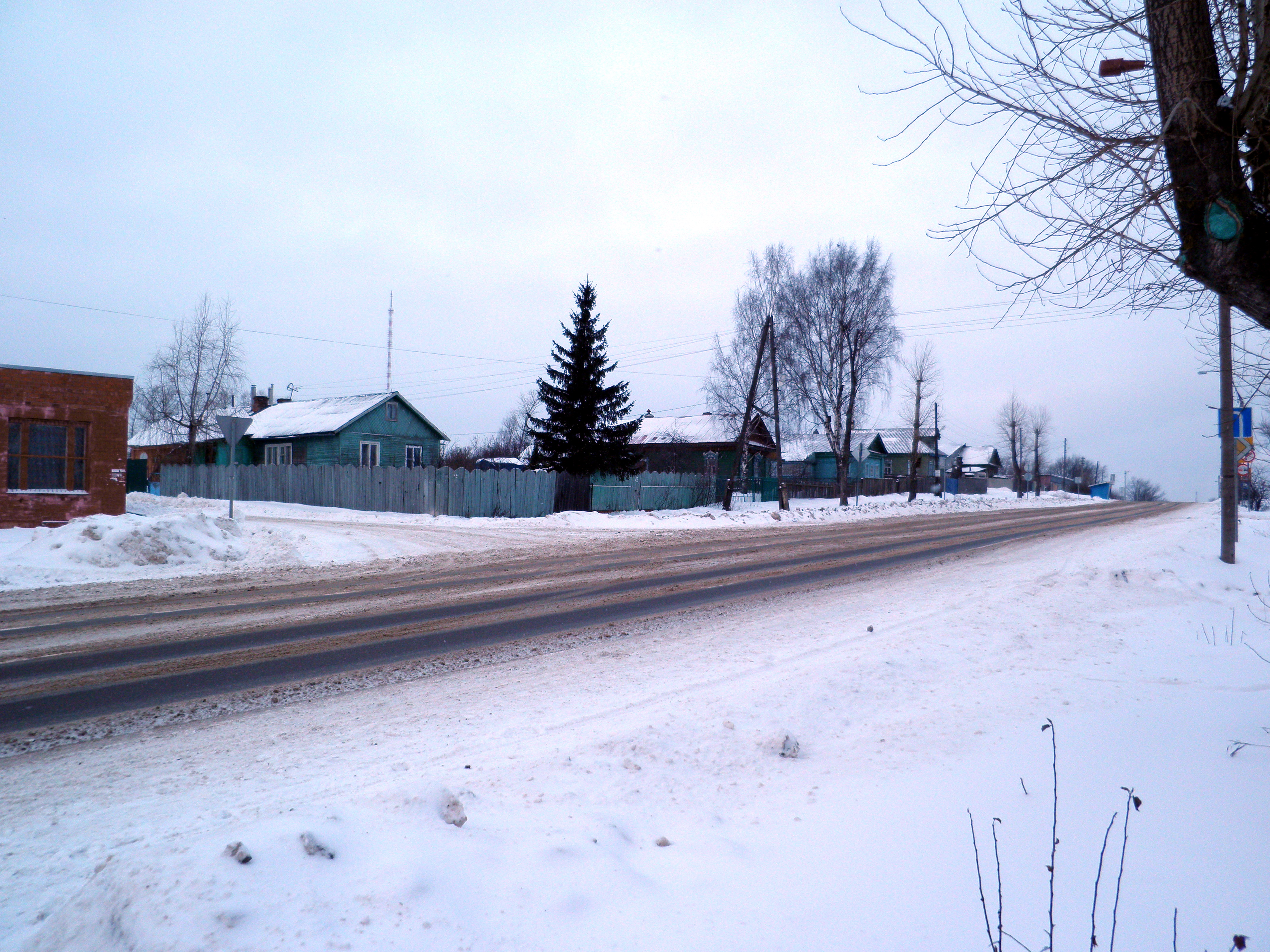
Вид на Карабиху от автодороги на Ярославль

Протяжённость автомобильных дорог по территории Карабихского сельского поселения составляет 236 км, в том числе общего пользования — 150 км. Территория Карабихского сельского поселения в целом и большинство населённых пунктов на территории поселения хорошо связаны автодорожным сообщением с центром сельского поселения деревней Карабиха и центром Ярославского муниципального района городом Ярославлем системой автодорог. Из общего количества автодорог 81% с твёрдым покрытием. Автодорогами с твёрдым покрытием не обеспечены 16 населённых пунктов (26 %). На автодорогах размещёны 7 АЗС и 2 АГЗС.
По территории поселения с севера на юг проходит автомагистраль федерального значения М8 «Москва — Ярославль — Вологда — Архангельск (Холмогоры)»; на данном участке это часть европейского маршрута «Ярославль — Москва — Воронеж — Ростов-на-Дону — Краснодар — Новороссийск» E115; в направлении на восток от этой магистрали под Ярославлем отходит являющийся её частью подъезд к Костроме. В направлении на юго-восток из города Ярославля идёт автомагистраль межрегионального (межобластного) значения «Ярославль — Гаврилов-Ям — Иваново» Р79. От деревни Кормилицино в северо-западном направлении идёт автомагистраль регионального (областного) значения «Козьмодемьянск — Курба» Ярославского района.
Прочие дороги: Ярославль — Заячий Холм, Селифонтово — Прохоровское (Минобороны), Ярославль — Шопша, М8 — Дубки, Кормилицино — Курба, Дубки — Зиновское — Никульское, Климовское — Ананьино — Волково, Карабиха — Введенье, Кормилицино — пансионат «Ярославль», Василево — Высоко, Карабиха — музей им. Некрасова.
Основные автодороги с твёрдым покрытием на пересечении с естественными преградами (реки и др.) оборудованы 6 стационарными мостовыми сооружениями и автотранспортными развязками в разных уровнях.

### Прочее
Вдоль северо-западной границы поселения на протяжении 4 км проходит железнодорожная электрифицированная магистраль «Москва — Ярославль — Вологда — Архангельск (Воркута)» Северной железной дороги. На ней в границах поселения расположены 4 остановочных пункта (платформы) пригородного сообщения (электропоезда).
Ближайший речной порт находится в городе Ярославле (14 км).
Ближайший аэропорт «Туношна» — на территории Туношенского сельского поселения Ярославского района (27 км). В Опарино существует взлётно-посадочная полоса для местной (сельскохозяйственной) авиации.
О проводах см. ниже.

## Инженерная инфраструктура
По территории поселения проходят магистральные ЛЭП-220, ЛЭП-110, ЛЭП-35 кВ.
В Карабихе расположена распределительная электроподстанция «Ярославская» РП 220/110/35 кВ; ряд других понизительных распределительных электроподстанций РП 35/10 кВ и 35/6 кВ расположены в Красных Ткачах и в Карабихе, Дубках, Селифонтово, Ананьино. Электроснабжением обеспечены все населённые пункты.
По территории поселения проходят магистральные газопроводы «Нижний Новгород — Череповец», «Грязовец — Москва», «Ярославль — Москва», «Починки — Ярославль» и межпоселковый газопровод «Ананьино — Карабиха — Мордвиново». Газораспределительные станции на магистральных газопроводах расположены в Ананьино (ГРС «Ананьино») и в районе Зиновского (ГРС «Ярославль — 2»). Природным газом обеспечены Красные Ткачи и Карабиха — Речной, Нагорный — Щедрино, Дубки, Ананьино, Белкино, Введенье, посёлок пансионата «Ярославль», Телегино, Черелисино, Сергеево. Жители остальных населенных пунктов пользуются преимущественно сжиженным газом.
По территории поселения проходят магистральные нефтепроводы «Сургут — Полоцк (Палкино — Кириши — Приморск)» и «Ярославль — Москва», а также размещена линейная перекачивающая диспетчерская станция (ЛПДС) «Щедрино» ООО «Балтийские магистральные нефтепроводы» ЯРНУ (район Бегоулево — Щедрино).
На территории Карабихского сельского поселения имеется 8 источников теплоснабжения, из них 6 мощностью до 3 Гкал/час; в том числе в Красных Ткачах 3 источника теплоснабжения, из них 2 мощностью до 3 Гкал/час. Теплоснабжение объектов на территории Красных Ткачей обеспечивается от котельной ОАО «Красные Ткачи»; на балансе котельной находятся производственные объекты фабрики, 15,5 м³ объектов жилищного фонда и 45 м³ объектов социальной сферы рабочего посёлка. Мощность котельной ОАО «Красные Ткачи» составляет 2*40,5 Гкал/час. Вид топлива — природный газ. Протяжённость тепловых и паровых сетей двухтрубном исчислении на территории Красных Ткачей составляет 1,6 км; в других населённых пунктах — 24,5 км. Территория Ноготино обеспечивается теплоснабжением от сетей Красных Ткачей, Речной — от котельной винзавода, посёлок пансионата «Ярославль» — от котельной пансионата; теплоснабжение населённых пунктов Дубки, Нагорный — Щедрино осуществляется от тепловых сетей города Ярославля. Существующие отопительные котельные расположены в Карабихе, Белкино, Кормилицино, Ананьино, а также на территории ряда объектов отдыха и производственных (в том числе сельскохозяйственных) предприятий.
Водоснабжение рабочего посёлка Красные Ткачи обеспечивается от артезианской скважины ОАО «ЯР ПУ ЖКХ» и водозабора из Которосли ОАО «Красные Ткачи». ОАО ЖКХ «Заволжье» обеспечивает водоснабжение посёлка Красный Октябрь и Красных Ткачей (2-е производство): в Красный Октябрь вода подаётся населению из артезианских скважин, в Красные Ткачи — водозабором из Которосли. Производительность 2 артезианских скважин в Красных Ткачах составляет ориентировочно 12 м³/час каждая; производительность 2 артезианских скважин в Красном Октябре составляет 6 м³/час каждая. Производительность водозабора из Которосли ОАО «Красные Ткачи» составляет 250 м³/час, фактически среднесуточный водозабор составляет 60 м³, в том числе на хозпитьевые нужды — 30,5 м³. Протяжённость уличной водопроводной сети в рабочем посёлке составляет 4,7 км; на ней расположены 28 водоразборных колонок; изношенность водопроводных сетей составляет 70%. Водоснабжение индивидуального жилого фонда в рабочем посёлке осуществляется также из 39 подземных колодцев общего пользования. Карабиха, Речной, Ананьино, Белкино, Василево, Введенье, Высоко, Кормилицино, Корюково, Лупычево, Ноготино, посёлок пансионата «Ярославль», Прохоровское — Селифонтово, Сергеево — Подолино, Черелисино обеспечивается водоснабжением как от собственных артезианских скважин, так и от систем водоснабжения Красных Ткачей. Водоснабжение населённых пунктов Дубки и Нагорный — Щедрино осуществляется от существующих систем города Ярославля. На территории пансионата «Ярославль» эксплуатируются скважины лечебных минеральных вод.
Водоотведение с территории Красных Ткачей осуществляется на канализационные очистные сооружения, принадлежащие ОАО «Красные Ткачи», построенные в 1974 году. Мощность очистных сооружений составляет 4 тыс. м³/сут.; фактически пропускается 0,9 тыс. м³/сут.; очистные сооружения осуществляют полную биологическую очистку. Объёмы сброса сточных вод в поверхностные водоёмы составляют 358 тыс. м³/год, в том числе хозяйственно-бытовых вод — 289 тыс. м³/год. Протяжённость уличной канализационной сети в рабочем посёлке составляет 1,1 км. Водоотведение с территории Карабихи и Речного осуществляется на очистные канализационные сооружения Красных Ткачей. Водоотведение с территории населённых пунктов Дубки и Нагорный — Щедрино осуществляется в существующие канализационные системы Ярославля. Водоотведение с остальных населённых пунктов осуществляется на системы локальных очистных сооружений. По территории поселения проходит канализационный сбросной канал с канализационных очистных сооружений Новоярославского НПЗ до реки Волги. Локальными системами водоснабжения и водоотведения обеспечены территории ряда объектов отдыха и коллективных садов.
В районе Дубков расположена телевизионная ретрансляционная станция «Дубки». Антенны (вышки) сотовой, радиорелейной и спутниковой связи расположены в районах населённых пунктов Климовское, Лучинское, Зиновское, Кормилицино. Почтовые отделения связи имеются в Красных Ткачах, Ананьино, Щедрино, Дубки, Кормилицино. Карабиха — Речной и другие обслуживают отделения связи в Красных Ткачах. По территории поселения проходит кабель связи ТУ-08 ОАО «Ростелеком» вдоль автодороги М8 в направлении Козьмодемьянска.
Степень инженерного благоустройства жилого фонда на территории Карабихского сельского поселения характеризуется следующими показателями: водопроводом оборудовано 55% жилого фонда; канализацией — 47%; централизованным отоплением — 50%; природным газом — 58%; горячим водоснабжением — 39%. Средний износ коммунально-энергетических сетей составляет от 40 до 70%.

## Социальная сфера
Жилой фонд в населённых пунктах на территории Карабихского сельского поселения составляет ориентировочно 238,8 тыс. м², но средняя жилая обеспеченность отличается от этого показателя по Ярославскому району (22,7 м²/чел.) и составляет 17,9 м²/чел.; объём ветхого и аварийного жилого фонда ориентировочно оценивается в 8,47 тыс. м². Степень износа жилого фонда — от 50 до 65%.
Из административно-управленческих, общественно-деловых и коммерческих объектов основные сосредоточены в Красных Ткачах и в Карабихе, Дубках, Ананьино, Нагорном, Кормилицино, в том числе администрация Карабихского сельского поселения в Карабихе.
Культурно-просветительные объекты расположены в Красных Ткачах (2 объекта) и Дубках, Ананьино, Карабихе, Кормилицино, Нагорном — Щедрино, а также на территориях объектов отдыха и туризма в рекреационных зонах. В Карабихе расположен Государственный литературно-мемориальный музей-заповедник Н. А. Некрасова «Карабиха».
Объекты организованного отдыха и туризма на территории Карабихского поселения расположены в районах Белкино, Введенье, посёлка пансионата «Ярославль», в прибрежных зонах рек Которосль и Талица, в том числе ряд территорий детских и спортивных лагерей сезонного использования.
Объекты сервиса: торговля, питание, бытовое обслуживание — расположены в Красных Ткачах (торговля — 28 объектов, общей площадью 1600 м²; питание — 5 объектов на 260 посадочных мест; бытовое обслуживание — 11 объектов) и в Карабихе — Речном, Нагорном — Щедрино, Ананьино, Дубках, Кормилицино, Селифонтово, Климовское, посёлке пансионата «Ярославль», Белкино.
Из объектов образования отмечается наличие в Карабихе, Дубках, Ноготино, Ананьино, Лучинском общеобразовательных школ; в Красных Ткачах и Нагорном — Щедрино, Дубках, Карабихе, Ананьино — детских дошкольных учреждений. Общеобразовательная школа на 600 учащихся, расположенная в Наготино по радиусу обслуживания обеспечивает детей школьного возраста, проживающих в Красных Ткачах. В Дубках расположено учреждение детского внешкольного образования. В этих же населённых пунктах (при школах) размещены открытые физкультурно-спортивные сооружения, а в Красных Ткачах, Карабихе и Нагорном открыты детские спортивные школы.
Существующий в Дубках спортивный комплекс с плавательным бассейном в настоящее время используется под культурно-развлекательный центр («Ярославский дельфинарий» и др.). В Подолино развивается спортивно-рекреационный комплекс лыжного спорта, а в Карабихе — горнолыжного спорта («Изгиб»). В районе Белкино сосредоточен ряд спортивно — тренировочных баз различных видов спорта и трасс для спортивных соревнований (лыжи, спортивное ориентирование и др.).
Объекты здравоохранения, в том числе аптеки, расположены в Красных Ткачах и Карабихе, Дубках, Нагорном, Ананьино. В Карабихе расположена больница Ярославского района на 200 коек. В Красных Ткачах расположены 2 стационарных учреждения социального обслуживания для граждан пожилого возраста и инвалидов на 506 мест.
Почтовые отделения связи имеются Красных Ткачах, Ананьино, Щедрино, Дубках, Кормилицино. Карабиха — Речной и другие обслуживают отделения связи в Красных Ткачах.
Через центр территории поселения в направлении с юго-востока на северо-запад проходит русло реки Которосль (приток Волги) с расположенными в окрестностях реки многочисленными объектами рекреационного назначения. На территории пансионата «Ярославль» расположено месторождение лечебных минеральных вод.
Отделения банков открыты в Красных Ткачах, Дубках и Нагорном.
На территории поселения имеется 6 храмовых (церковных) ансамблей, из них в трёх открыты приходы Ярославской епархии Русской православной церкви (Лучинское (церковь Иоакима и Анны), Введенье (церковь Троицы), Еремеевское).
На территории поселения находится ряд объектов ритуального обслуживания населения (в основном — сельские кладбища): Карабиха, Еремеевское, Высоко, Введенье, Лучинское, Бурмасово. Существующее кладбище в районе Селифонтово развивается и в перспективе (до 20 га).
С учётом группировки основного населения (85,6 %) в сельских агломерациях Красные Ткачи — Карабиха — Речной и Нагорный — Щедрино — Лучинское — Телегино, и в Ананьино, Дубки, Кормилицино, Ноготино, посёлок пансионата «Ярославль», — радиусы обслуживания и потребность в учреждениях обслуживания населения в основном удовлетворяют нормативам.

## Достопримечательности

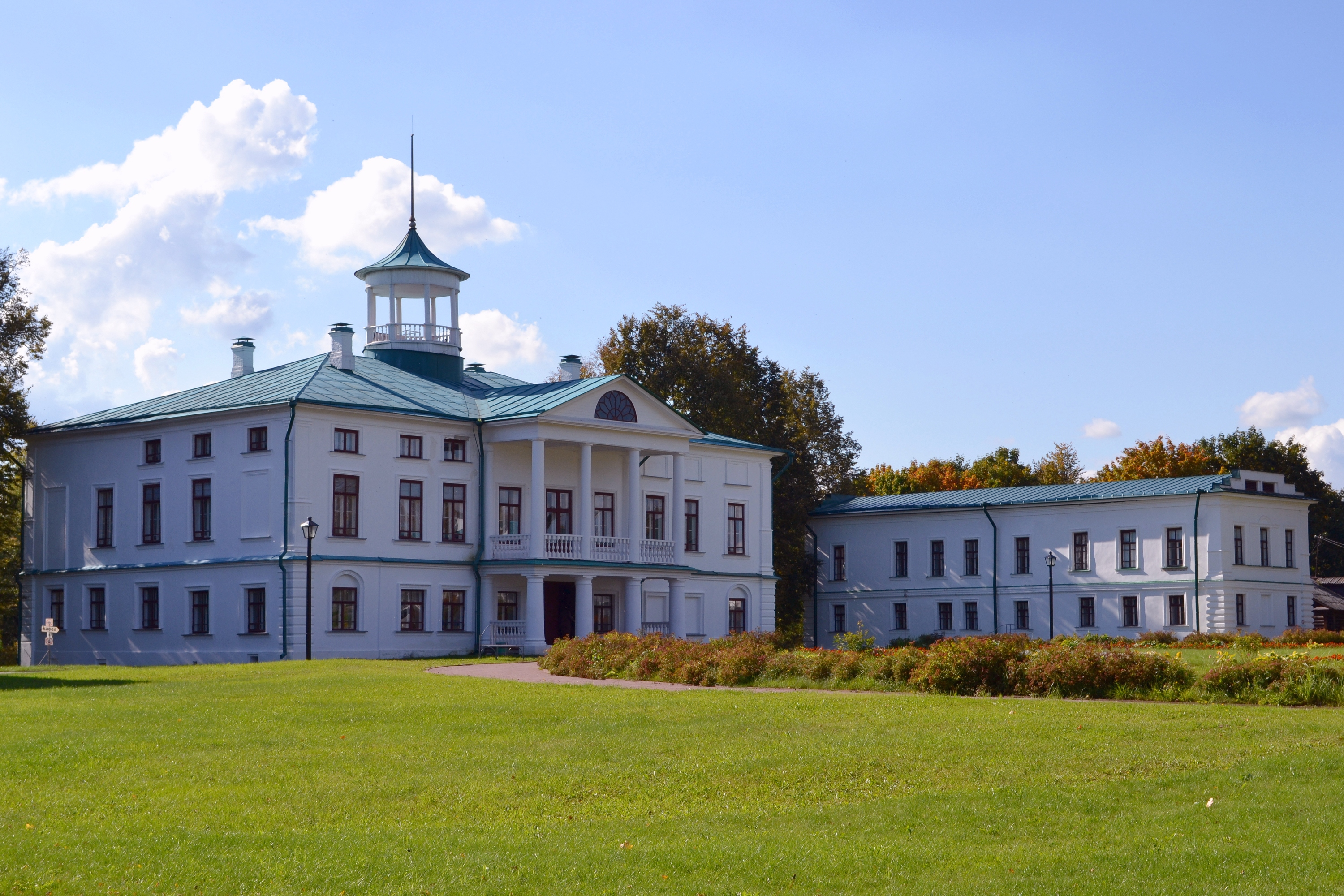
Государственный литературно-мемориальный музей-заповедник Н. А. Некрасова «Карабиха»

Отмечается ряд объектов культурного наследия федерального (25) и регионального (8) значения и 16 вновь выявленных памятников. На территории поселения в деревне Карабиха расположен Государственный литературно-мемориальный музей-заповедник Н. А. Некрасова «Карабиха» с территорией памятника в 14,67 га (0,1 % от территории поселения). Кроме этого значатся 6 ансамблей культовой архитектуры (храмовые комплексы), 7 объектов археологии, другие памятники истории и культуры (усадьбы, объекты гражданской архитектуры и др.).
Объекты культурного наследия федерального значения:
- Курганный могильник «Темерёвский» (посёлок Дубки; 0,2 км к юго-западу от бывшей деревни Большое Темерёво; конец IX — начало XI века)
- Усадьба Н. А. Некрасова (д. Карабиха; ансамбль из 21 объекта; 1862—1875 гг.)
- Усадьба В. Ф. Некрасова (памятник истории; д. Черелисино; ансамбль из 3 объектов; 1910-е гг.)

Объекты культурного наследия регионального значения:
- Селище 1 (0,15 км к Ю от д. Б. Темерево; IX—XII вв.)
- Селище 2 (Ю-З окраина д. Б. Темерево; XI—XII вв.)
- Курганный могильник и стоянка (1,2 км к С от д. Боровая; III—II тыс. до н. э.)
- Памятник Н. А. Некрасову (д. Карабиха; 1959 г.)
- Церковь Иоакима и Анны (с. Лучинское; 1736 г.)
- Курганный могильник 1 (0,2 км к С-З от д. Петровское; VIII—XI вв.)
- Курганный могильник 2 (0,5 км к З от д. Петровское; X—XII вв.)
- Селище (северная окраина д. Петровское; X—XII вв.)

Без статуса:
- Дом фабриканта Сакина Н. И. (р. п. Красные Ткачи, ул. Пушкина, 10; 1910 г.)
- Фабрика Бранта(р. п. Красные Ткачи, ул. Пушкина, 25; 2 корпуса; 1884, 1888 гг.)
- Церковь Троицы (Введенье; 1820 г.)
- Церковь Рождества Христова (СНП Высоко; 1772 г.)
- Ансамбль церкви Покрова: дом священника, кон. XIX в.; церковь, 1825 г. (Еремеевское)
- Парк загородной усадьбы Хомутовой-Побединской (Еремеевское; кон. XVIII—XIX вв.)
- Больница (Карабиха; кон. XIX — нач. XX вв.)
- Дом жилой священника (Карабиха; кон. XIX — нач. XX вв.)
- Завод винный (Карабиха; кон. XIX — нач. XX вв.)
- Солодовня (Карабиха; кон. XIX — нач. XX вв.)
- Школа (Карабиха; кон. XIX — нач. XX вв.)
- Церковь Казанской Богоматери (Прохоровское; нач. XVIII в.)
- Место расстрела жертв политических регрессий (район Селифонтово; 1938 г.)
- Церковь Воздвижения на кладбище (район Селифонтово; 1788 г.)